# Demetori
Demetori（デメトリ）は、徳南と九宝時の音楽ユニットである。

## 概要
大阪出身。徳南が兄、九宝時が弟の双子。
メタル・ギターロック・プログレッシブを得意としたユニット。
2005年頃に新世界のメンバーとして活動。
徳南は2007年から2015年まで日本ファルコムの楽曲を演奏する新生 jdkBANDのメンバーとして活動。
近年、商業ではnaoへの楽曲提供ほか、徳南はスタジオミュージシャンとして数多くの楽曲のギターのレコーディング、中川翔子や初音ミクのライブのサポートメンバーとして、九宝時はnaoのCDのマスタリングなどで活動している。
同人では東方Projectの楽曲のアレンジをメインの音楽サークルとしてCDを頒布している。

## メンバー
徳南（とくなん）
- 商業名義：寺前 甲（てらまえ まさる）／アンジェロ寺前／寺前“アンジェロ”甲
- ギター、ベース、キーボード 他担当
- ライブサポート：中川翔子、初音ミク「マジカルミライ」（2015～）、伊藤賢治、nao、Ado 等

九宝時（きゅうほうじ）
- 商業名義：寺前 直（てらまえ ただし）
- ドラム、パーカッション 他担当

## 楽曲提供

### 商業作品
- PSP専用ゲーム『ぱすてるチャイム Continue』OP主題歌「ぱすてるチャイム」（編曲）
- PCゲーム（成人向け）『翼をください』OP主題歌「phantasia ballad」（新井健史と共同作編曲）
- PCゲーム（成人向け）『姫様LOVEライフ！』OP主題歌「とある小国のお姫様が、会ったこともない兄の家にやってきて住みついた事情。」（編曲）
- スマートフォンゲーム『東方アルカディアレコード』戦闘BGM「月出処乃天子」（原曲：竹取飛翔 ～ Lunatic Princess）（アレンジ）
- スマートフォンゲーム『東方LostWord』「ラストオカルティズム　～ Hazama Ideology...」（原曲：ラストオカルティズム　～ 現し世の秘術師）（アレンジ）

#### 音楽（リズム）ゲーム
※すべて同人作品からの編集収録
- アーケードゲーム『SOUND VOLTEX』
  - 感情の魔天楼 ～ Arr.Demetori
  - メイガスナイト ～ Arr.Demetori
  - 信仰は儚き人間の為に ～ Arr.Demetori
- アーケードゲーム『Maimai』
  - ネクロファンタジア ～ Arr.Demetori
- アーケードゲーム『太鼓の達人』
  - ネクロファンタジア ～ Arr.Demetori
- アーケードゲーム『GITADORA』
  - ネクロファンタジア 〜 Remix
- Nintendo Switch専用ゲーム『東方スペルバブル』
  - 風神少女
  - 霊知の太陽信仰 ～ Nuclear Fusion
- アーケードゲーム『CHUNITHM』
  - 妖々跋扈 ～ Who done it!!!
- アーケードゲーム『オンゲキ』
  - 妖々跋扈 ～ Who done it!!!

### 同人作品
- 『朧夢紅月 ～Vaguely Dreams of Scarlet Fullmoon～』UI-70 ※東方Projectアレンジ2曲提供、後に『如臨深遠 ～雨縒煙柳～』と『Il Mondo dove e finito il Tempo』の再販版に1曲ずつ収録
- 『東方ふゅーじょんdemo+4 & 幻視の夜～GhostlyEyes～』UI-70 ※東方Projectアレンジ1曲提供、後に『Il Mondo dove e finito il Tempo』の再販版に収録
- 『MEGALOMANIA』DANGEROUS MEZASHI CAT ※ロックマンアレンジ2曲提供
- 『東方幻奏祀典2 "Canon"』Liverne ※東方Projectアレンジ1曲提供、後に『Il Mondo dove e finito il Tempo』に収録
- 『GROUND ZERO ～TOHO ROCK!! 2007』C-CLAYS ※東方Projectアレンジ1曲提供、後に『闡提宗祀 ～ Offering to The Sukhavati』の再販版に収録
- 『CROWZFEST』CROW'SCLAW／Tr.7「Adrenaline Shooting」（作編曲）
- 『Mono*Prism』七色ビタミン／Tr.5「スタートライン」（徳南：作編曲）
- 『花詠束 -hanataba-』Unionest.NET ※東方Projectアレンジ1曲提供、後に『闡提宗祀 ～ Offering to The Sukhavati』に収録
- 『流麗祭彩2』博麗神社例大祭 公式 ※東方Projectアレンジ1曲提供、後に『BEGIERDE DES ZAUBERER』に収録
- 『DystopiaGround #001』DystopiaGround／Tr.2「受け継がれる真説」（作編曲）
- 『DystopiaGround #004』DystopiaGround／Tr.4「∧ugΦEidEs」（作編曲）
- 『Compilation CD-BOOK 東方万葉集』メロンブックス　※東方Projectアレンジ1曲提供、後に『寂光寂滅 ～ The Truth of the Cessation of Dukkha』に収録
- 『東方九十九折』メロンブックス  ※東方Projectアレンジ1曲提供、『瑰 狂 鬱 嵂』の曲のリマスター版

## 参加作品

### 商業作品
- 多数

### 同人作品
- 多数

## ディスコグラフィー

### 同人作品
- 『スーパーレゲー』2005年／コミックマーケット68／レトロゲーム楽曲アレンジCD
- 『彼岸花葬 ～The View of Spiral Riverside』2005年／コミックマーケット69／東方project楽曲アレンジCD　※UI-70と共同制作
- 『Shout at The Devil』2006年／コミックマーケット70／東方project楽曲アレンジCD
- 『如臨深遠 ～雨縒煙柳～』2006年／コミックマーケット71／東方project楽曲アレンジCD
- 『Il Mondo dove e finito il Tempo』2007年／コミックマーケット73／東方project楽曲アレンジCD
  - 再販版　※同人作品に楽曲提供した2曲を追加収録
- 『闡提宗祀 ～ Offering to The Sukhavati』2008年／コミックマーケット75／東方project楽曲アレンジCD
  - 再販版　※同人作品に楽曲提供した1曲を追加収録
- 『曼 衍 珠 汝 華 ～ Nada Upasana Pundarika』2009年／コミックマーケット77／東方project楽曲アレンジCD
- 『BEGIERDE DES ZAUBERER』2011年／コミックマーケット81／東方project楽曲アレンジCD
- 『Tendre est la Mort』2012年／コミックマーケット83／東方project楽曲アレンジCD
- 『le Grimoire De reve』2013年／コミックマーケット85／東方project楽曲アレンジCD
- 『愧人贖悪 ～ Evil People as the True Object of Salvation ～』2015年／コミックマーケット88／東方project楽曲アレンジCD
- 『Lebenstrieb & Todestrieb』2016年／コミックマーケット91／東方project楽曲アレンジCD
- 『Determinism&DestruKction』2017年／コミックマーケット92／東方project楽曲アレンジCD
- 『瑰 狂 鬱 嵂』2018年／コミックマーケット94／東方project楽曲アレンジCD
- 『寂光寂滅 ～ The Truth of the Cessation of Dukkha』2022年／コミックマーケット101／東方project楽曲アレンジCD